# Sh2-90
Sh2-90 est une nébuleuse en émission visible dans la constellation du Petit Renard.
Elle est située dans la partie nord de la constellation, au nord de la célèbre nébuleuse de l'Haltère (M27) et à l'est-sud-est de l'étoile double Albireo (β Cygni). Elle apparaît comme un petit nuage, qui peut être identifié et photographié à l'aide de filtres et de prises de vue à longue exposition. Se trouvant dans l'hémisphère nord céleste, son observation est facilitée dans les régions de l'hémisphère nord. La période propice à son observation dans le ciel du soir se situe entre juin et novembre.
Sh2-90 est une petite région H II située dans le même environnement galactique que l'association OB Vulpecula OB1, à courte distance du nuage Sh2-89, avec lequel elle partage également sa petite taille. Elle a une structure creuse, la partie la plus dense formant la paroi externe du nuage lui-même. Son étoile excitatrice est située sur le bord extérieur de cette structure d'enveloppe. Le nuage se trouve en bordure d'une grande superbulle appelée GS061+00+51, provenant probablement soit de la fusion de plusieurs bulles formées par le vent stellaire des étoiles les plus massives de l'association Vulpecula OB1, soit de l'explosion de plusieurs supernovae. Son expansion a été perturbée par la présence d'un nuage moléculaire à proximité, qui a déterminé la forme irrégulière de la superbulle elle-même. Le nuage moléculaire associé à Sh2-89 et Sh2-90 est connu sous le nom de LDN 798 et a une masse de 60 000 M⊙.
Certaines sources de rayonnement infrarouge ont été identifiées dans le nuage, parmi lesquelles se détache IRAS 19474+2637, liée à un jeune objet stellaire dont est issu un maser à eau. La présence de deux autres sources IRAS et de trois sources d'ondes radio est une indication de la présence de phénomènes de formation d'étoiles toujours en cours dans le nuage.